# Subgulina iranica
Subgulina iranica är en insektsart som först beskrevs av Hölzel 1968.  Subgulina iranica ingår i släktet Subgulina och familjen myrlejonsländor. Inga underarter finns listade i Catalogue of Life.